# Daniel Bedingfield
Daniel Bedingfield (født 3. december 1979, Auckland, New Zealand) er en engelsk sanger og komponist. 

## Biografi
Daniel Bedingfield blev født i New Zealand, men flyttede allerede som 3 måneder gammel til London, hvor han boede fast indtil hans musikalske gennembrud. Han har 3 søskende, lillesøsteren Natasha Bedingfield, lillesøsteren Nicola Bedingfield, og lillebroderen Joshua Bedingfield.
Daniel Bedingfield er født med ADHD, der bl.a. har medført at han ikke har en særlig stor vennekreds. Handicappet har også påvirket hans musikstil.
Som teenager Daniel han at synge, derfor lavede han et band sammen med Nicola og Josh. Daniel ville i første omgang ikke have Natasha med i gruppen, men det kom hun så senere.

### Gennembrud
Hans første album "Gotta Get Thru This" er indspillet i hans eget soveværelse, med en mikrofon sat til computeren. Albummet udkom i 2003, og blev meget anmelderrost, og det blev da også til tre nr. 1-singler, nemlig titelnummeret, samt balladerne If You're Not The One og Never Gonna Leave Your Side. 
Albummet udmærker sig ved, at (næsten) al lyd er lavet uden instrumenter, men i stedet med menneskelige lyde. Fænomenet hedder "Human beatbox" eller "beatboxing".

### Ulykke i 2004
I starten af 2004 havde Bedingfield et uheld, som nær havde kostet ham livet. Han var med en ven ude at køre i sin jeep på New Zealand. Da vennen og Daniel kørte på en lille grusvej kørte de galt. Han har senere udtalt, at han kørte ganske stille på grusvejen, da der pludselig skete noget, som han ikke kan forklare. Bilen fløj gennem luften, ca. 3 m. ud på en mark, og i gennem et hegn før den stoppede. Jeepen var totalt ødelagt, og var landet på taget. Da der kom hjælp måtte de skæres ud. De overlevede begge to, men Daniel var mest kvæstet. Daniel blev øjeblikkeligt kørt til det nærmeste hospital,til nærmere undersøgelse. På røntgenbillederne viste det sig, at 2 nakkehvirvler var brækket, og han havde også en mindre skade i nakken. Hospitalet mente ikke Bedingfield ville overleve, og slet ikke at han ville blive klar til at lave musik og optræde igen. Han var indlagt i ca. 1 måned, hvor han ikke kunne røre nakken. Han har udtalt at det var forfærdeligt, han kunne ikke læse en bog i 2 måneder, og kunne end ikke huske sin bedste vens navn.
Da han blev udskrevet, måtte han bære et stativ på hovedet, som støttede nakkehvirvlerne og efter udskrivelsen måtte han vente i længere tid før han kunne rejse hjem til familien i England.

### Second First Impression
På trods af sin ulykke, var han allerede klar med et nyt album i slutningen af 2004, "Second First Impression". trods titlen mindede albummet en del om debutalbummet i sin stil, men sangene "Nothing Hurts Like Love" og "Wrap My Words Around You" blev alligevel hits Verden over. Han bor i dag skiftevis i USA, England og New Zealand, når han ikke er på turné. 
I april 2007 udtalte Bedingfield at en tredje plade er på vej mod udgivelse.

## Diskografi

### Album
- Gotta Get Thru This (August 2002)
- Second First Impression (2004)

### Ep's Album
- Stop The Trafik - Secret Fear (2012)
- Rocks Off Remixes - EP (2012)

### Singler
- Gotta Get Thru This (2001)
- James Dean (2002)
- If You're Not The One (2002)
- I Can't Read You (2003)
- Never Gonna Leave Your Side (2003)
- Friday (2003)
- Nothing Hurts Like Love (2004)
- Wrap My Words Around You (2005)
- The Way (2005)
- Rocks Off (2012)
- Don't Write Me Off (2013)

som featuring artist
- Do Ya (Lionel Richie featuring Daniel Bedingfield) (2004)
- Ain't Nobody (featuring Daniel Bedingfield) (Natasha Bedingfield featuring Daniel Bedingfield) (2005)
- The One (Sharm featuring Daniel Bedingfield) (2008)